# Derek Walcott

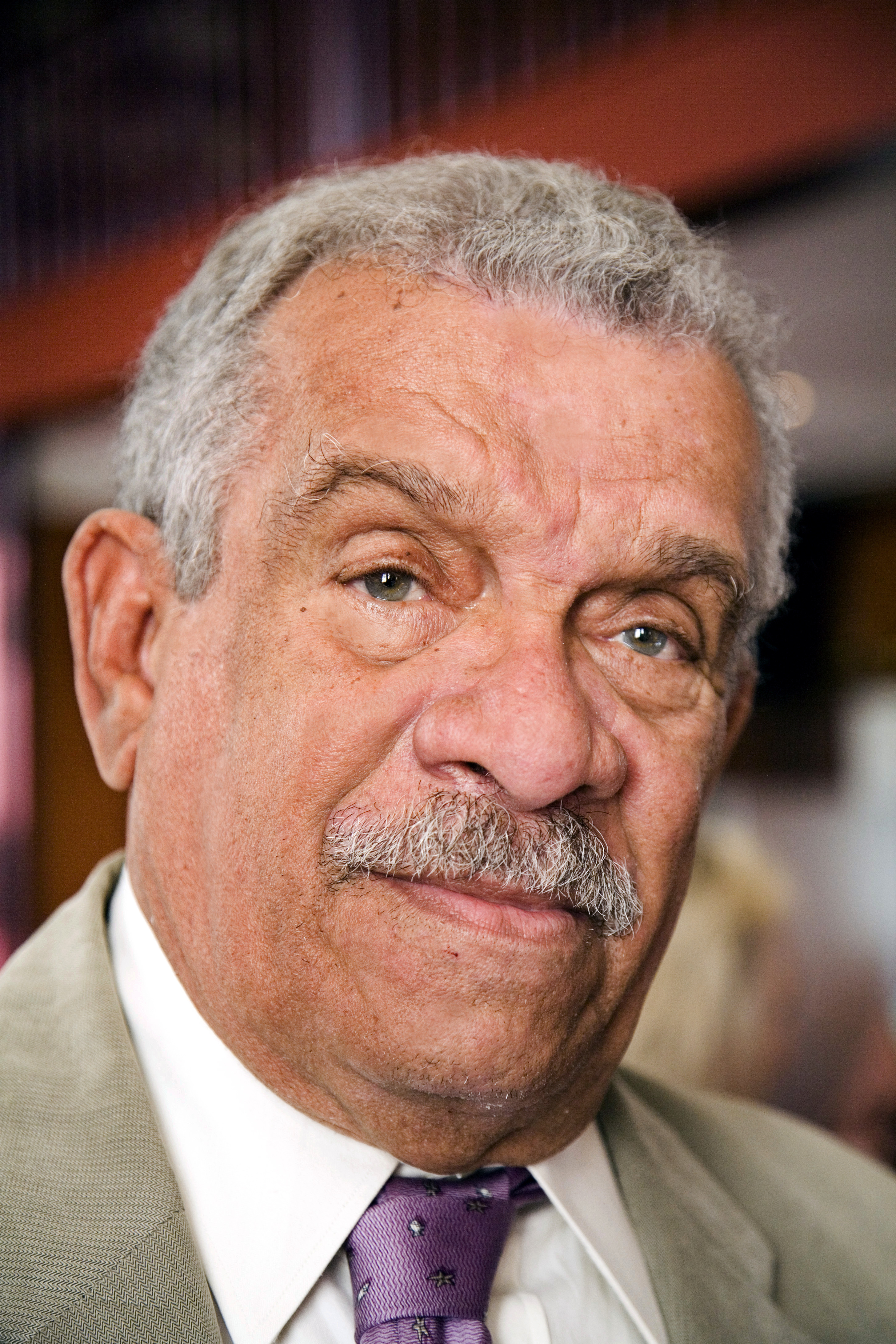
Derek Walcott (2008)

Sir Derek Walcott KCSL, OCC, OBE, TC (* 23. Januar 1930 in Castries, St. Lucia; † 17. März 2017 in Gros Islet, St. Lucia) war ein lucianisch-britischer Dichter und Schriftsteller. 1992 erhielt Walcott den Nobelpreis für Literatur und 2011 den T. S. Eliot Prize für seinen Gedichtband White Egrets. Er wurde außerdem 2004 für sein Lebenswerk mit dem Anisfield-Wolf Book Award ausgezeichnet.

## Leben und Schreiben
Derek Walcott verband in seiner Arbeit karibische und afrikanische Wurzeln, baute aber auf die Tradition anglo-amerikanischer Dichter. Seine Theaterarbeit war außerdem stark von Bertolt Brecht beeinflusst. Sein bekanntestes Werk ist das Versepos Omeros (1990), eine Homer-Adaption aus der kulturellen Perspektive der Karibik.
Sein erstes Gedicht veröffentlichte Walcott mit vierzehn Jahren. Bereits mit neunzehn Jahren brachte er die beiden Gedichtbände 25 Poems (1948) und Epitaph for the Young: XII Cantos (1949) im Selbstverlag heraus. Er studierte an der University of the West Indies in Kingston und zog anschließend nach 1953 nach Trinidad, um als Kritiker, Dozent und Journalist zu arbeiten. Sechs Jahre später gründete Walcott den Trinidad Theatre Workshop, der seine eigenen und andere Dramen produziert und aufführt, in dessen Vorstand er weiterhin arbeitete. An der Boston University in den USA gründete er 1981 das Boston Playwrights’ Theatre. Dort lehrte Walcott bis zu seiner Pensionierung im Jahr 2007 Literatur und Schreiben.
Walcotts Beschäftigung mit karibischer Geschichte und Kultur während und nach der Kolonialzeit spiegelt sich in der Sammlung In a Green Night: Poems 1948–1960 (1962) wider, die internationales Echo fand, ebenso wie die Sammlung Tiepolo’s Hound (2000) und The Prodigal (2004). The Prodigal (Der verlorene Sohn) ist ein Gedichtzyklus, in dem Walcott eine mentale Reise vor allem entlang von Orten unternimmt, die er tatsächlich besucht hatte (Boston, Zermatt, Mailand und andere), um dann – wie im Gleichnis vom verlorenen Sohn – zu den Wurzeln und Quellen seiner Dichtung heimzukehren: zu den Kulturen und den Menschen von St. Lucia. White Egrets (2010), deren „emotionale Frische“ und „technische Finesse“ gelobt wurden, wurde mit dem T. S. Eliot Prize bedacht, der in Großbritannien und Irland höchsten Auszeichnung für Lyriker.
1993 wurde Walcott das Trinity Cross, der damalige höchste Orden Trinidads, verliehen. Ab 2009 hatte er eine Gastprofessur an der University of Alberta. Eine enge Freundschaft verband Walcott mit dem nigerianischen Schriftsteller Ben Okri.

## Preise und Ehrungen
- 1971: Obie Award für „Dream on Monkey Mountain“
- 1972: Officer of the Order of the British Empire
- 1979: Ehrenmitglied der American Academy of Arts and Letters[3]
- 1981: MacArthur Fellowship
- 1988: Queen’s Gold Medal for Poetry
- 1992: Nobelpreis für Literatur
- 1993: Trinity Cross
- 2004: „Ehrengast“ des Premio Laudomia Bonanni[4]
- 2004: Anisfield-Wolf Book Award für sein Lebenswerk
- 2010: T. S. Eliot Prize für „White Egrets“
- 2011: Bocas Prize for Caribbean Literature für „White Egrets“
- 2013: Preis der Stadt Münster für internationale Poesie mit seinem Übersetzer Werner von Koppenfels
- 2016: Knight Commander of the Order of Saint Lucia

## Werke

### Gedichtsammlungen
- 1948 25 Poems
- 1949 Epitaph for the Young: Xll Cantos
- 1951 Poems
- 1962 In a Green Night: Poems 1948–1960
- 1964 Selected Poems
- 1965 The Castaway and Other Poems
- 1969 The Gulf and Other Poems
- 1973 Another Life
- 1976 Sea Grapes
- 1979 The Star-Apple Kingdom
  - Das Königreich des Sternapfels. Mit einem Vorwort von Joseph Brodsky, übersetzt von Klaus Martens, Nachwort von Klaus Martens. Hanser, München 1989, ISBN 3-446-15198-2.
- 1981 Selected Poetry
- 1981 The Fortunate Traveller
- 1983 The Caribbean Poetry of Derek Walcott and the Art of Romare Bearden
- 1984 Midsummer
  - Mittsommer. Übersetzt von Raoul Schrott. Hanser, München 2001, ISBN 3-446-20102-5.
- 1986 Collected Poems, 1948–1984
  - Erzählungen von den Inseln – Gedichte. Übersetzt von Klaus Martens. Hanser, München 1993, ISBN 3-446-17450-8.
  - Darin: Die Antillen: Fragmente epischen Erinnerns. (Nobelpreisrede vor der Schwedischen Akademie), S. 7–24.
- 1987 The Arkansas Testament
- 1990 Omeros
  - Omeros. Übersetzt von Konrad Klotz. Hanser, München 1995, ISBN 3-446-18299-3.
- 1997 The Bounty
- 2000 Tiepolo's Hound
- 2004 The Prodigal
  - Der verlorene Sohn, zweisprachig englisch/deutsch. Übersetzt von Daniel Göske; Edition Lyrik Kabinett bei Hanser, München 2007, ISBN 3-446-20757-0.
- 2010 White Egrets
  - Weiße Reiher, zweisprachig englisch/deutsch. Übersetzt von Werner von Koppenfels. Hanser, München 2012, ISBN 978-3-446-23867-1.

### Dramen
- (1970) Dream on Monkey Mountain
- (1970) Ti-Jean and His Brothers
- (1980) Pantomime
- (1997) The Capeman – mit Paul Simon

### Essays
- (1998) What the Twilight Says